# Фансервіс

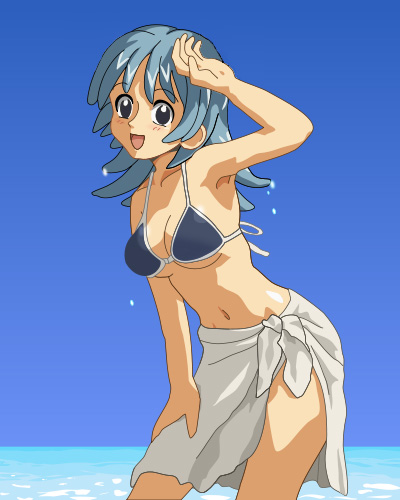
Фансервісне зображення Вікіпе-тан, маскота Вікіпедії

Фансервіс (яп. サービス «безкоштовне доповнення») — явище в аніме чи манзі, ключовою особливістю якого є включення в сюжетний ряд певних сцен або ракурсів, які не мають значення для сюжету, але розраховані на позитивну реакцію основної цільової аудиторії з метою підвищення зацікавленості та/або залучення потенційних глядачів.
Наприклад, звичайний фансервіс для шьонен-аніме (тобто аніме, розрахованого на хлопців-підлітків) — панцу або барвисті бойові сцени, для шьоджьо-аніме персонажі красені бішьонени тощо.
Часто термін використовують тільки для позначення найпопулярнішого і найдешевшого виду фансервіса — панцу — підбору ракурсів і кадрів так, щоб продемонструвати деталі спідньої білизни персонажів жіночої статі. Але на цьому види фансервісу не закінчуються, типовим прикладом фансервісу можуть також виступати натяки на гомосексуальну орієнтацію персонажів або сцени «легкої» еротики.
Фансервіс поширений у японських відеоіграх, часто реалізуючись як альтернативне оформлення вигляду персонажів.